# Grzegorz Boski
Grzegorz Boski (ur. 4 stycznia 1978 w Kowarach) – polski samorządowiec i urzędnik, od 2023 członek zarządu województwa śląskiego, od 2024 w randze wicemarszałka.

## Życiorys
Syn Franciszka i Teresy. Absolwent Politechniki Częstochowskiej na kierunkach zarządzanie i marketing (inżynier) oraz zarządzanie instytucjami publicznymi i samorządowymi (magister). W latach 2007–2012 pełnił funkcję wiceprezesa Związku Młodzieży Wiejskiej. Był członkiem zarządu Polskiej Rady Młodzieży, a w latach 2007–2013 prezesem Częstochowskiego Stowarzyszenia Rozwoju Małej Przedsiębiorczości. Pracował także w Agencji Restrukturyzacji i Modernizacji Rolnictwa. W 2013 objął stanowisko dyrektora Śląskiego Ośrodka Doradztwa Rolniczego w Częstochowie. Później zatrudniony w Wojewódzkim Ośrodku Ruchu Drogowego oraz jako kierownik wydziału w Miejskim Zarządzie Dróg w Częstochowie.
Wstąpił do Polskiego Stronnictwa Ludowego, został członkiem Rady Naczelnej oraz Naczelnego Komitetu Wykonawczego PSL. Bez powodzenia kandydował do sejmiku śląskiego w 2010, 2018 i 2024, rady miejskiej Częstochowy w 2014 oraz Sejmu w 2011 i 2023.
31 stycznia 2023 wybrany na stanowisko członka zarządu województwa śląskiego, odpowiedzialnego za obszary wiejskie, promocję i turystykę. 6 maja 2024 w kolejnym zarządzie objął fotel wicemarszałka, odpowiedzialnego za obszary wiejskie, transport i rozwój regionalny.
Żonaty, ma dwie córki.